# Dionís Puig i Soler
Dionís Puig i Soler (Puigcerdà, 1854 - Granollers, 1921) fou un meteoròleg català a més d’un pioner en la introducció de l'espelelologia. El sistema de previsió que va inventar ell mateix i que exposà al volum Dinámica atmosférica y barografía de Europa (1913) és un sistema emprat en certa manera actualment.
De formació autodidacta, va posar en pràctica un sistema de previsió atmosfèrica que ell mateix havia inventat. Va publicar articles sobre meteorologia a La Veu de Catalunya primer i a La Vanguardia després. El gran interès que havia despertat l'astronomia i temes similars entre alguns sectors barcelonins de la fi de segle en causà la popularitat i l'ajudà tant en la difusió de les seves teories com en la publicació d'estudis relatius a l'atmosfera, l'aigua l'agricultura. Ramon Casas li va dedicar un retrat, avui conservat al MNAC.

## Biografia
Nascut a Puigcerdà el 7 d'octubre de 1853, es té poca informació sobre al seva infantesa. Va estudiar a Vic mostrant interès per la Història, tot i que posteriorment centraria els seus interessos en les ciències naturals, concretament la meteorologia i l'espeleologia. Es va traslladar a Granollers el 1882, on es va casar al cap de poc amb Francesca Cadefau i Mogas i on acabaria treballant com a funcionari judicial.
A Granollers de seguida estableix relació amb els cercles culturals de la vila i forma part de la redacció del diari local El Eco de Granollers. Si bé no se'n té la seguretat, és molt probable que fos l'encarregat de la secció meteorològica del diari; un tipus d'informació encara poc habitual a la premsa de l'època.
Els seus estudis de meteorologia foren totalment autodidactes i va voler desenvolupar un mètode per a provocar la pluja tal com explicava ell mateix en un article al diari granollerí El Congost el 1892. Com a amant de la naturalesa es va vincular al món de l'excursionisme i ja el 1893 consta que era el delegat del Centre Excursionista de Catalunya a Granollers. Fou també a la seu d'aquesta entitat on va pronunciar una conferència sobre els seus treballs meteorològics on defensava una teoria tèrmica sobre el funcionament atmosfèric en contra de la tesi que atribuïa a la rotació terrestre els corrents de l'atmosfera. També es mostrava preocupat per la deforestació del Principat que veia com a possible causant d'un canvi climàtic i defensava la reforestació del territori. És considerat un dels pioners de la festa de l'arbre a Catalunya a partir de 1894.
Paral·lelament també dedicava esforços a l'estudi de l'espeleologia fent algunes aportacions prou rellevants com perquè Font i Sagué el considerés "el verdader introductor d'aquesta ciència a Catalunya".
No obstant això, la meteorologia seria la ciència a la que dedicà més esforços durant la seva vida. El 1897 va rebre un premi local a la seva vila adpotiva per un treball sobre el clima a Granollers, però la seva aportació més difosa va ser l'afirmació que es podia arribar a preveure el temps per a les properes vint-i-quatre hores arribant a anar a París a exposar el seu mètode. Puig recollia telegrames amb dades meteorològiques de tot el món per a fer una previsió del temps a Catalunya. Les seves previsions es publicaven a La Veu de Catalunya i La Publicidad.
Si bé els seus mètodes per a preveure el temps van ser una important aportació a la meteorologia, és més discutible la seva altra teoria segons la qual es podia provocar la pluja. Va seguir treballant en aquesta direcció, fent proves amb canons granífugs a Granollers. Sembla que el govern de l'Estat es va interessar en aquests estudis però que finalment no va tirar endavant cap iniciativa concreta.

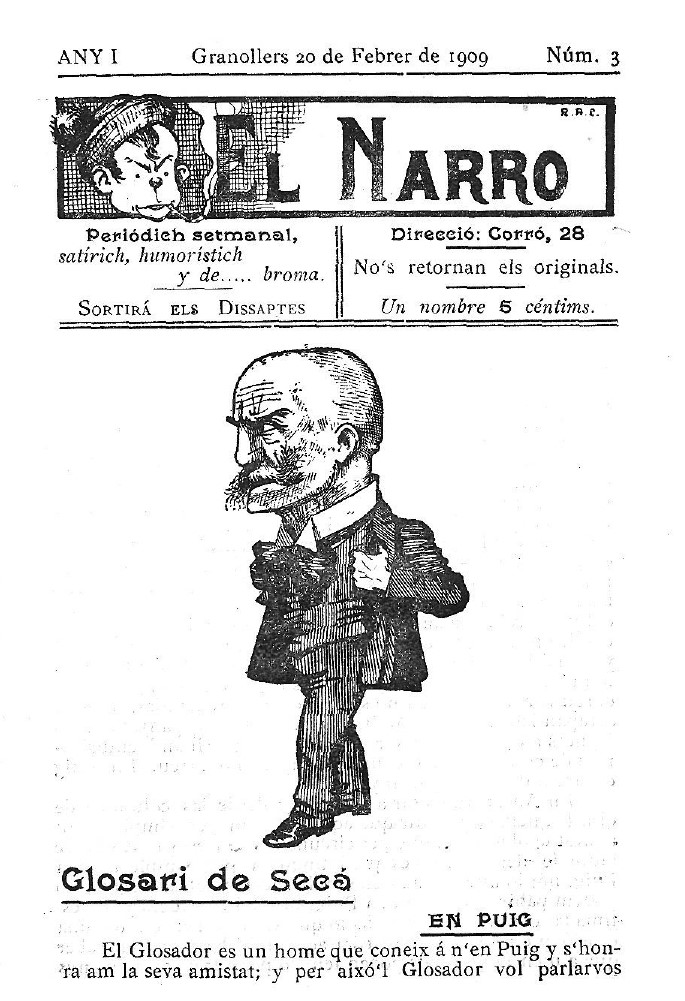
Caricatura de Puig a la publicació granollerina El Narro. Arxiu Municipal de Granollers.

A la seva ciutat adoptiva va esdevenir una persona respectada i ben posicionada, arribant a ser president del Casino i sent nomenat fill adoptiu de la ciutat el 1917.
El 1913 havia publicat el que es considera el seu treball més rellevant: Dinámica atmósferica i barografia de Europa, que recull en més de 450 pàgines les conclusions dels trenta anys d'estudi autodidacta de Puig en el camp de la meteorologia. El resultat del seu treball va arribar a reflectir-se en notes a mitjans nacionals i internacionals.
També va mantenir tota la vida la seva relació amb l'excursionisme i sembla que, essent ell ja gran, no va participar però si que va animar als joves que van fundar el Centre Excursionista de Granollers el 1916.

La seva feina al jutjat li representava uns ingressos més aviat modestos que, en tant que invertia grans sumes de diners en la recerca, li van provocar una vellesa marcada per la pobresa i la seva obra va caure en l'oblit ja que no estava vinculat a l'acadèmia. Va morir a Granollers el 22 de gener de 1921. El maig d'aquell any, naixia el setmanari La Gralla, que li dedicava una nota d'homenatge:
"Anem a pagar un deute.
Aquest hivern passat morí, en el piset de la plaça d'En Àngel Guimerà, on ja de temps s'hi havia reclòs, perdudes la vista i la força, però no les il·lusions, que alimentaren son cervell tota la vida, el nostre admirat Dionís Puig; l'home que, distret en sos estudis de les coses del cel, no s'adonà dels camins espinosos que ens ofereix la terra.

El fet que a Granollers no es publicava cap periòdic, quan la mort feu presa en el cos del qui va merèixer el nomenament de fill adoptiu de la Vila, ens obliga avui a rendir tribut a la seva memòria. I volem aprofitar l'ocasió per a remarcar el nostre desig de que Granollers, en hora oportuna, honori el nom del qui, si no altra cosa més, ofereix com exemple digne d'ésser imitat, una vida de treball constant, intensissim, per a l'assoliment d'un ideal que, si per als més fou una utopia, potser un dia devingui la bella realitat que la seva fantasia li feia veure."